# 伍連徳
伍連徳（ご れんとく、1879年3月10日 - 1960年1月21日）は、マラヤの医療科学者・中国の医療のパイオニア。イギリス領マラヤのペナン島出身イギリスのケンブリッジ大学エマニュエ・カレッジ卒業 1903年にケンブリッジ大学で医学博士号を取得し、マレーシアに戻り、 クアラルンプール医学研究所に熱帯病を研究するための診療所を開設した。

## 略歴
- 1879年3月10日、イギリス領マラヤのペナン島に生まれる。
- 1896年から1899年まで、イギリスのケンブリッジ大学で感染症と細菌学を学んだ。
- 1899年から1902年まで、伍連徳はインターンとしてセントメアリー病院に入院し、病院で最初の華人インターンになった。
- 1903年、ケンブリッジ大学で医学博士号を取得。
- 1910年12月、中国北東部での腺ペストの蔓延が発生した孝定景皇后は、伍連徳を北東部3省の全能的最高医療責任者に任命し、ハルビンに調査と予防作業を依頼した。
- 1912年10月1日、北満防疫局が設立され、本社（総合病院）がハルビンに配置され、伍連徳が最高医療責任者を務めた。これは近代中国で最初の恒久的な防疫機関である。
- 1916年に、北満防疫局の名称は「東三省防疫総局」に変更された。伍連徳は部門の最高責任者および最高医療責任者を務め続けた。
- 1926年9月、伍連徳はハルビンに浜江医学専科学校（ハルビン医科大学の前身）を設立した。
- 1937年に日本が上海を占領した後、伍連徳の妻の死に、マラヤの故郷に戻ると同時に、クアラルンプールにクアラルンプール医療研究センターを設立した。
- 1947年、伍連徳は最後に中華民国を訪れた。
- 1951年に、伍連徳は北京の東堂子胡同にある彼の住居を中国医学協会に寄付した。
- 1960年1月21日、伍連徳は82歳でマレーシアで亡くなった。

## 没後
- 2001年9月8日 - ハルビン医科大学創立75周年を記念して、ハルビン医科大学は本部に伍連徳記念室を設置し、図書館の前に伍連徳の銅像を設置した。
- 2007年 - ノーベル財団ウェブサイトでの開示によると、伍連徳は肺ペストに関する研究、特にマーモットの蔓延における役割の発見により、1935年のノーベル生理学医学賞にマレーシア人として初めてノミネートされた。
- 2008年9月8日 - ハルビン医科大学の82周年を記念して、ハルビン医科大学によって計画された伍連徳記念ホールが正式にオープンした。
- 2010年に、伍連徳記念ホールは黒竜江省とハルビンの愛国教育基地として評価された。

## 著書
- (英語)『中国医史』。伍連徳、王吉民合著。1932年、上海。
- 『鼠疫概論』
- 『霍亂概論』
- 自伝『鼠疫鬥士（ペストファイター）』。1959年。